# Volta a Burgos de 2019
A 41.ª edição da Volta a Burgos foi uma carreira de ciclismo de estrada por etapas que se celebrou entre 13 e 17 de agosto de 2019 na província de Burgos na Espanha, com início na cidade de Burgos e final no porto de montanha de Lagoas de Neila sobre um percurso de 787 quilómetros.
A prova pertenceu ao UCI Europe Tour de 2019 dentro da categoria 2.hc (máxima categoria destes circuitos). O vencedor final foi o colombiano Iván Ramiro Sosa da INEOS seguido do espanhol Óscar Rodríguez da Euskadi Basque Country-Murias e o equatoriano Richard Carapaz da Movistar.

## Equipas participantes
Tomaram parte na carreira 18 equipas: 4 de categoria UCI WorldTeam; 11 de categoria Profissional Continental; e 3 de categoria Continental. Formando assim um pelotão de 124 ciclistas dos que acabaram 106. As equipas participantes foram:
| Equipes WorldTeam (4)- Movistar Team - Ineos - Dimension Data - UAE Team Emirates Equipes profissionais Continentais (11)- Androni Giocattoli-Sidermec - Delko-Marseille Provence - Wanty-Groupe Gobert - Neri Sottoli-Selle Italia-KTM - Vital Concept-B&B Hotels - W52-FC Porto - Israel Cycling Academy - Gazprom-RusVelo - Burgos-BH - Caja Rural-Seguros RGA - Euskadi Basque Country-Murias Equipes Continentais (3)- Kometa - Fundación Euskadi - IAM Excelsior |
| |

## Percorrido
A Volta a Burgos dispôs de cinco etapas para um percurso total de 787 quilómetros.
| Etapa | Data    | Percurso                                                              | type           | Distância (km) | Vencedor         | Líder geral      |
| ----- | ------- | --------------------------------------------------------------------- | -------------- | -------------- | ---------------- | ---------------- |
| 1     | 13 ago. | Burgos – Burgos                                                       | etapa plana    | 162            | Giacomo Nizzolo  | Giacomo Nizzolo  |
| 2     | 14 ago. | Gumiel de Izán – Lerma                                                | etapa plana    | 155            | Jon Aberasturi   | Giacomo Nizzolo  |
| 3     | 15 ago. | Sargentes de la Lora – Espinosa de los Monteros                       | média montanha | 150            | Iván Ramiro Sosa | Iván Ramiro Sosa |
| 4     | 16 ago. | Atapuerca – Clunia                                                    | etapa plana    | 174            | Alex Aranburu    | Iván Ramiro Sosa |
| 5     | 17 ago. | Santo Domingo de Silos – Parque natural das Lagoas Glaciares de Neila | alta montanha  | 146            | Iván Ramiro Sosa | Iván Ramiro Sosa |

### 1.ª etapa
| Burgos - Burgos | etapa plana | (162 km) |

| \| Classificação por etapas \| Classificação por etapas \| Classificação por etapas \| Classificação por etapas \| Classificação por etapas \| \| Ciclista \| Ciclista \| Equipe \| Tempo \| \| \| ------------------------ \| ------------------------- \| --------------------------- \| ------------------------ \| ------------------------ \| \| 1. \| Giacomo Nizzolo \| Dimension Data \| 3h39m17s \| \| \| 2. \| Alex Aranburu \| Caja Rural-Seguros RGA \| + 0s \| \| \| 3. \| Eduard-Michael Grosu \| Delko Marseille Provence \| + 5s \| \| \| 4. \| Rui Costa \| UAE Team Emirates \| + 5s \| \| \| 5. \| Serguei Chernetski \| Caja Rural-Seguros RGA \| + 5s \| \| \| 6. \| Gonzalo Serrano Rodríguez \| Caja Rural-Seguros RGA \| + 7s \| \| \| 7. \| Guillaume Martin \| Wanty-Gobert \| + 7s \| \| \| 8. \| Francesco Gavazzi \| Androni Giocattoli-Sidermec \| + 9s \| \| \| 9. \| Fabian Lienhard \| IAM Excelsior \| + 9s \| \| \| 10. \| Aleksandr Riabushenko \| UAE Team Emirates \| + 9s \| \| |                           |                             |          |
| |                           |                             |          |
| Fonte: ProCyclingStats |                           |                             |          |
| Classificação por etapas |                           |                             |          |
| Ciclista | Ciclista                  | Equipe                      | Tempo    |
| 1. | Giacomo Nizzolo           | Dimension Data              | 3h39m17s |
| 2. | Alex Aranburu             | Caja Rural-Seguros RGA      | + 0s     |
| 3. | Eduard-Michael Grosu      | Delko Marseille Provence    | + 5s     |
| 4. | Rui Costa                 | UAE Team Emirates           | + 5s     |
| 5. | Serguei Chernetski        | Caja Rural-Seguros RGA      | + 5s     |
| 6. | Gonzalo Serrano Rodríguez | Caja Rural-Seguros RGA      | + 7s     |
| 7. | Guillaume Martin          | Wanty-Gobert                | + 7s     |
| 8. | Francesco Gavazzi         | Androni Giocattoli-Sidermec | + 9s     |
| 9. | Fabian Lienhard           | IAM Excelsior               | + 9s     |
| 10. | Aleksandr Riabushenko     | UAE Team Emirates           | + 9s     |

| \| Classificação geral \| Classificação geral \| Classificação geral \| Classificação geral \| Classificação geral \| \| Ciclista \| Ciclista \| Equipe \| Tempo \| \| \| ------------------- \| ------------------------- \| --------------------------- \| ------------------- \| ------------------- \| \| 1. \| Giacomo Nizzolo \| Dimension Data \| 3h39m17s \| \| \| 2. \| Alex Aranburu \| Caja Rural-Seguros RGA \| + 0s \| \| \| 3. \| Eduard-Michael Grosu \| Delko Marseille Provence \| + 0s \| \| \| 4. \| Rui Costa \| UAE Team Emirates \| + 5s \| \| \| 5. \| Serguei Chernetski \| Caja Rural-Seguros RGA \| + 5s \| \| \| 6. \| Gonzalo Serrano Rodríguez \| Caja Rural-Seguros RGA \| + 7s \| \| \| 7. \| Guillaume Martin \| Wanty-Gobert \| + 7s \| \| \| 8. \| Francesco Gavazzi \| Androni Giocattoli-Sidermec \| + 9s \| \| \| 9. \| Fabian Lienhard \| IAM Excelsior \| + 9s \| \| \| 10. \| Aleksandr Riabushenko \| UAE Team Emirates \| + 9s \| \| |                           |                             |          |
| |                           |                             |          |
| Fonte: ProCyclingStats |                           |                             |          |
| Classificação geral |                           |                             |          |
| Ciclista | Ciclista                  | Equipe                      | Tempo    |
| 1. | Giacomo Nizzolo           | Dimension Data              | 3h39m17s |
| 2. | Alex Aranburu             | Caja Rural-Seguros RGA      | + 0s     |
| 3. | Eduard-Michael Grosu      | Delko Marseille Provence    | + 0s     |
| 4. | Rui Costa                 | UAE Team Emirates           | + 5s     |
| 5. | Serguei Chernetski        | Caja Rural-Seguros RGA      | + 5s     |
| 6. | Gonzalo Serrano Rodríguez | Caja Rural-Seguros RGA      | + 7s     |
| 7. | Guillaume Martin          | Wanty-Gobert                | + 7s     |
| 8. | Francesco Gavazzi         | Androni Giocattoli-Sidermec | + 9s     |
| 9. | Fabian Lienhard           | IAM Excelsior               | + 9s     |
| 10. | Aleksandr Riabushenko     | UAE Team Emirates           | + 9s     |

### 2.ª etapa
| Gumiel de Izán - Lerma | etapa plana | (155 km) |

| \| Classificação por etapas \| Classificação por etapas \| Classificação por etapas \| Classificação por etapas \| Classificação por etapas \| \| Ciclista \| Ciclista \| Equipe \| Tempo \| \| \| ------------------------ \| ------------------------- \| --------------------------- \| ------------------------ \| ------------------------ \| \| 1. \| Jon Aberasturi \| Caja Rural-Seguros RGA \| 3h33m49s \| \| \| 2. \| Giacomo Nizzolo \| Dimension Data \| + 2s \| \| \| 3. \| Jhonatan Narváez \| Team Ineos \| + 2s \| \| \| 4. \| Manuel Belletti \| Androni Giocattoli-Sidermec \| + 2s \| \| \| 5. \| Alex Aranburu \| Caja Rural-Seguros RGA \| + 2s \| \| \| 6. \| Juan José Lobato \| Nippo-Vini Fantini-Faizanè \| + 5s \| \| \| 7. \| Mihkel Räim \| Israel Cycling Academy \| + 5s \| \| \| 8. \| Kris Boeckmans \| Vital Concept-B&B Hotels \| + 5s \| \| \| 9. \| Fabian Lienhard \| IAM Excelsior \| + 5s \| \| \| 10. \| Gonzalo Serrano Rodríguez \| Caja Rural-Seguros RGA \| + 5s \| \| |                           |                             |          |
| |                           |                             |          |
| Fonte: ProCyclingStats |                           |                             |          |
| Classificação por etapas |                           |                             |          |
| Ciclista | Ciclista                  | Equipe                      | Tempo    |
| 1. | Jon Aberasturi            | Caja Rural-Seguros RGA      | 3h33m49s |
| 2. | Giacomo Nizzolo           | Dimension Data              | + 2s     |
| 3. | Jhonatan Narváez          | Team Ineos                  | + 2s     |
| 4. | Manuel Belletti           | Androni Giocattoli-Sidermec | + 2s     |
| 5. | Alex Aranburu             | Caja Rural-Seguros RGA      | + 2s     |
| 6. | Juan José Lobato          | Nippo-Vini Fantini-Faizanè  | + 5s     |
| 7. | Mihkel Räim               | Israel Cycling Academy      | + 5s     |
| 8. | Kris Boeckmans            | Vital Concept-B&B Hotels    | + 5s     |
| 9. | Fabian Lienhard           | IAM Excelsior               | + 5s     |
| 10. | Gonzalo Serrano Rodríguez | Caja Rural-Seguros RGA      | + 5s     |

| \| Classificação geral \| Classificação geral \| Classificação geral \| Classificação geral \| Classificação geral \| \| Ciclista \| Ciclista \| Equipe \| Tempo \| \| \| ------------------- \| ------------------------- \| --------------------------- \| ------------------- \| ------------------- \| \| 1. \| Giacomo Nizzolo \| Dimension Data \| 7h13m08s \| \| \| 2. \| Alex Aranburu \| Caja Rural-Seguros RGA \| + 0s \| \| \| 3. \| Rui Costa \| UAE Team Emirates \| + 8s \| \| \| 4. \| Serguei Chernetski \| Caja Rural-Seguros RGA \| + 8s \| \| \| 5. \| Eduard-Michael Grosu \| Delko Marseille Provence \| + 8s \| \| \| 6. \| Gonzalo Serrano Rodríguez \| Caja Rural-Seguros RGA \| + 10s \| \| \| 7. \| Guillaume Martin \| Wanty-Gobert \| + 10s \| \| \| 8. \| Fabian Lienhard \| IAM Excelsior \| + 12s \| \| \| 9. \| Carlos Alberto Betancur \| Movistar Team \| + 12s \| \| \| 10. \| Francesco Gavazzi \| Androni Giocattoli-Sidermec \| + 12s \| \| |                           |                             |          |
| |                           |                             |          |
| Fonte: ProCyclingStats |                           |                             |          |
| Classificação geral |                           |                             |          |
| Ciclista | Ciclista                  | Equipe                      | Tempo    |
| 1. | Giacomo Nizzolo           | Dimension Data              | 7h13m08s |
| 2. | Alex Aranburu             | Caja Rural-Seguros RGA      | + 0s     |
| 3. | Rui Costa                 | UAE Team Emirates           | + 8s     |
| 4. | Serguei Chernetski        | Caja Rural-Seguros RGA      | + 8s     |
| 5. | Eduard-Michael Grosu      | Delko Marseille Provence    | + 8s     |
| 6. | Gonzalo Serrano Rodríguez | Caja Rural-Seguros RGA      | + 10s    |
| 7. | Guillaume Martin          | Wanty-Gobert                | + 10s    |
| 8. | Fabian Lienhard           | IAM Excelsior               | + 12s    |
| 9. | Carlos Alberto Betancur   | Movistar Team               | + 12s    |
| 10. | Francesco Gavazzi         | Androni Giocattoli-Sidermec | + 12s    |

### 3.ª etapa
| Sargentes de la Lora - Espinosa de los Monteros | média montanha | (150 km) |

| \| Classificação por etapas \| Classificação por etapas \| Classificação por etapas \| Classificação por etapas \| Classificação por etapas \| \| Ciclista \| Ciclista \| Equipe \| Tempo \| \| \| ------------------------ \| ---------------------------- \| ----------------------------- \| ------------------------ \| ------------------------ \| \| 1. \| Iván Ramiro Sosa \| Team Ineos \| 3h58m21s \| \| \| 2. \| Óscar Rodríguez Garaicoechea \| Euskadi Basque Country-Murias \| + 17s \| \| \| 3. \| Antonio Pedrero \| Movistar Team \| + 24s \| \| \| 4. \| David de la Cruz \| Team Ineos \| + 30s \| \| \| 5. \| Kevin Rivera \| Androni Giocattoli-Sidermec \| + 30s \| \| \| 6. \| Richard Carapaz \| Movistar Team \| + 37s \| \| \| 7. \| Pierre Rolland \| Vital Concept-B&B Hotels \| + 49s \| \| \| 8. \| Guillaume Martin \| Wanty-Gobert \| + 1m07s \| \| \| 9. \| Amanuel Gebrezgabihier \| Dimension Data \| + 1m10s \| \| \| 10. \| Rui Vinhas \| W52-FC Porto \| + 1m12s \| \| |                              |                               |          |
| |                              |                               |          |
| Fonte: ProCyclingStats |                              |                               |          |
| Classificação por etapas |                              |                               |          |
| Ciclista | Ciclista                     | Equipe                        | Tempo    |
| 1. | Iván Ramiro Sosa             | Team Ineos                    | 3h58m21s |
| 2. | Óscar Rodríguez Garaicoechea | Euskadi Basque Country-Murias | + 17s    |
| 3. | Antonio Pedrero              | Movistar Team                 | + 24s    |
| 4. | David de la Cruz             | Team Ineos                    | + 30s    |
| 5. | Kevin Rivera                 | Androni Giocattoli-Sidermec   | + 30s    |
| 6. | Richard Carapaz              | Movistar Team                 | + 37s    |
| 7. | Pierre Rolland               | Vital Concept-B&B Hotels      | + 49s    |
| 8. | Guillaume Martin             | Wanty-Gobert                  | + 1m07s  |
| 9. | Amanuel Gebrezgabihier       | Dimension Data                | + 1m10s  |
| 10. | Rui Vinhas                   | W52-FC Porto                  | + 1m12s  |

| \| Classificação geral \| Classificação geral \| Classificação geral \| Classificação geral \| Classificação geral \| \| Ciclista \| Ciclista \| Equipe \| Tempo \| \| \| ------------------- \| ---------------------------- \| ----------------------------- \| ------------------- \| ------------------- \| \| 1. \| Iván Ramiro Sosa \| Team Ineos \| 11h11m47s \| \| \| 2. \| Óscar Rodríguez Garaicoechea \| Euskadi Basque Country-Murias \| + 17s \| \| \| 3. \| Antonio Pedrero \| Movistar Team \| + 24s \| \| \| 4. \| David de la Cruz \| Team Ineos \| + 30s \| \| \| 5. \| Richard Carapaz \| Movistar Team \| + 37s \| \| \| 6. \| Guillaume Martin \| Wanty-Gobert \| + 59s \| \| \| 7. \| Pierre Rolland \| Vital Concept-B&B Hotels \| + 59s \| \| \| 8. \| Amanuel Gebrezgabihier \| Dimension Data \| + 1m07s \| \| \| 9. \| Rui Vinhas \| W52-FC Porto \| + 1m12s \| \| \| 10. \| Miguel Flórez López \| Androni Giocattoli-Sidermec \| + 1m14s \| \| |                              |                               |           |
| |                              |                               |           |
| Fonte: ProCyclingStats |                              |                               |           |
| Classificação geral |                              |                               |           |
| Ciclista | Ciclista                     | Equipe                        | Tempo     |
| 1. | Iván Ramiro Sosa             | Team Ineos                    | 11h11m47s |
| 2. | Óscar Rodríguez Garaicoechea | Euskadi Basque Country-Murias | + 17s     |
| 3. | Antonio Pedrero              | Movistar Team                 | + 24s     |
| 4. | David de la Cruz             | Team Ineos                    | + 30s     |
| 5. | Richard Carapaz              | Movistar Team                 | + 37s     |
| 6. | Guillaume Martin             | Wanty-Gobert                  | + 59s     |
| 7. | Pierre Rolland               | Vital Concept-B&B Hotels      | + 59s     |
| 8. | Amanuel Gebrezgabihier       | Dimension Data                | + 1m07s   |
| 9. | Rui Vinhas                   | W52-FC Porto                  | + 1m12s   |
| 10. | Miguel Flórez López          | Androni Giocattoli-Sidermec   | + 1m14s   |

### 4.ª etapa
| Atapuerca - Clunia | etapa plana | (174 km) |

| \| Classificação por etapas \| Classificação por etapas \| Classificação por etapas \| Classificação por etapas \| Classificação por etapas \| \| Ciclista \| Ciclista \| Equipe \| Tempo \| \| \| ------------------------ \| ------------------------ \| ------------------------ \| ------------------------ \| ------------------------ \| \| 1. \| Alex Aranburu \| Caja Rural-Seguros RGA \| 4h07m55s \| \| \| 2. \| Aleksandr Riabushenko \| UAE Team Emirates \| + 0s \| \| \| 3. \| Rui Costa \| UAE Team Emirates \| + 0s \| \| \| 4. \| Cyril Gautier \| Vital Concept-B&B Hotels \| + 0s \| \| \| 5. \| Jhonatan Narváez \| Team Ineos \| + 0s \| \| \| 6. \| Richard Carapaz \| Movistar Team \| + 0s \| \| \| 7. \| Pierre Rolland \| Vital Concept-B&B Hotels \| + 6s \| \| \| 8. \| Giacomo Nizzolo \| Dimension Data \| + 6s \| \| \| 9. \| Nicolai Cherkasov \| Gazprom-RusVelo \| + 6s \| \| \| 10. \| César Fonte \| W52-FC Porto \| + 6s \| \| |                       |                          |          |
| |                       |                          |          |
| Fonte: ProCyclingStats |                       |                          |          |
| Classificação por etapas |                       |                          |          |
| Ciclista | Ciclista              | Equipe                   | Tempo    |
| 1. | Alex Aranburu         | Caja Rural-Seguros RGA   | 4h07m55s |
| 2. | Aleksandr Riabushenko | UAE Team Emirates        | + 0s     |
| 3. | Rui Costa             | UAE Team Emirates        | + 0s     |
| 4. | Cyril Gautier         | Vital Concept-B&B Hotels | + 0s     |
| 5. | Jhonatan Narváez      | Team Ineos               | + 0s     |
| 6. | Richard Carapaz       | Movistar Team            | + 0s     |
| 7. | Pierre Rolland        | Vital Concept-B&B Hotels | + 6s     |
| 8. | Giacomo Nizzolo       | Dimension Data           | + 6s     |
| 9. | Nicolai Cherkasov     | Gazprom-RusVelo          | + 6s     |
| 10. | César Fonte           | W52-FC Porto             | + 6s     |

| \| Classificação geral \| Classificação geral \| Classificação geral \| Classificação geral \| Classificação geral \| \| Ciclista \| Ciclista \| Equipe \| Tempo \| \| \| ------------------- \| ---------------------------- \| ----------------------------- \| ------------------- \| ------------------- \| \| 1. \| Iván Ramiro Sosa \| Team Ineos \| 15h19m51s \| \| \| 2. \| Óscar Rodríguez Garaicoechea \| Euskadi Basque Country-Murias \| + 17s \| \| \| 3. \| Antonio Pedrero \| Movistar Team \| + 24s \| \| \| 4. \| Richard Carapaz \| Movistar Team \| + 28s \| \| \| 5. \| David de la Cruz \| Team Ineos \| + 30s \| \| \| 5. \| Pierre Rolland \| Vital Concept-B&B Hotels \| + 56s \| \| \| 7. \| Guillaume Martin \| Wanty-Gobert \| + 59s \| \| \| 8. \| Amanuel Gebrezgabihier \| Dimension Data \| + 1m04s \| \| \| 9. \| Nicolai Cherkasov \| Gazprom-RusVelo \| + 1m11s \| \| \| 10. \| Rui Vinhas \| W52-FC Porto \| + 1m12s \| \| |                              |                               |           |
| |                              |                               |           |
| Fonte: ProCyclingStats |                              |                               |           |
| Classificação geral |                              |                               |           |
| Ciclista | Ciclista                     | Equipe                        | Tempo     |
| 1. | Iván Ramiro Sosa             | Team Ineos                    | 15h19m51s |
| 2. | Óscar Rodríguez Garaicoechea | Euskadi Basque Country-Murias | + 17s     |
| 3. | Antonio Pedrero              | Movistar Team                 | + 24s     |
| 4. | Richard Carapaz              | Movistar Team                 | + 28s     |
| 5. | David de la Cruz             | Team Ineos                    | + 30s     |
| 5. | Pierre Rolland               | Vital Concept-B&B Hotels      | + 56s     |
| 7. | Guillaume Martin             | Wanty-Gobert                  | + 59s     |
| 8. | Amanuel Gebrezgabihier       | Dimension Data                | + 1m04s   |
| 9. | Nicolai Cherkasov            | Gazprom-RusVelo               | + 1m11s   |
| 10. | Rui Vinhas                   | W52-FC Porto                  | + 1m12s   |

### 5.ª etapa
| Santo Domingo de Silos - Parque natural das Lagoas Glaciares de Neila | alta montanha | (146 km) |

| \| Classificação por etapas \| Classificação por etapas \| Classificação por etapas \| Classificação por etapas \| Classificação por etapas \| \| Ciclista \| Ciclista \| Equipe \| Tempo \| \| \| ------------------------ \| ---------------------------- \| ----------------------------- \| ------------------------ \| ------------------------ \| \| 1. \| Iván Ramiro Sosa \| Team Ineos \| 3h33m53s \| \| \| 2. \| Rui Costa \| UAE Team Emirates \| + 8s \| \| \| 3. \| Amanuel Gebrezgabihier \| Dimension Data \| + 14s \| \| \| 4. \| Richard Carapaz \| Movistar Team \| + 14s \| \| \| 5. \| Guillaume Martin \| Wanty-Gobert \| + 14s \| \| \| 6. \| Óscar Rodríguez Garaicoechea \| Euskadi Basque Country-Murias \| + 14s \| \| \| 7. \| Antonio Pedrero \| Movistar Team \| + 22s \| \| \| 8. \| Mikel Bizkarra \| Euskadi Basque Country-Murias \| + 27s \| \| \| 9. \| Nicolai Cherkasov \| Gazprom-RusVelo \| + 41s \| \| \| 10. \| Pierre Rolland \| Vital Concept-B&B Hotels \| + 43s \| \| |                              |                               |          |
| |                              |                               |          |
| Fonte: ProCyclingStats |                              |                               |          |
| Classificação por etapas |                              |                               |          |
| Ciclista | Ciclista                     | Equipe                        | Tempo    |
| 1. | Iván Ramiro Sosa             | Team Ineos                    | 3h33m53s |
| 2. | Rui Costa                    | UAE Team Emirates             | + 8s     |
| 3. | Amanuel Gebrezgabihier       | Dimension Data                | + 14s    |
| 4. | Richard Carapaz              | Movistar Team                 | + 14s    |
| 5. | Guillaume Martin             | Wanty-Gobert                  | + 14s    |
| 6. | Óscar Rodríguez Garaicoechea | Euskadi Basque Country-Murias | + 14s    |
| 7. | Antonio Pedrero              | Movistar Team                 | + 22s    |
| 8. | Mikel Bizkarra               | Euskadi Basque Country-Murias | + 27s    |
| 9. | Nicolai Cherkasov            | Gazprom-RusVelo               | + 41s    |
| 10. | Pierre Rolland               | Vital Concept-B&B Hotels      | + 43s    |

## Classificações finais
- As classificações finalizaram da seguinte forma:[4]

### Classificação geral
| \| Classificação geral \| Classificação geral \| Classificação geral \| Classificação geral \| Classificação geral \| \| Ciclista \| Ciclista \| Equipe \| Tempo \| \| \| ------------------- \| ---------------------------- \| ----------------------------- \| ------------------- \| ------------------- \| \| 1. \| Iván Ramiro Sosa \| Team Ineos \| 18h53m44s \| \| \| 2. \| Óscar Rodríguez Garaicoechea \| Euskadi Basque Country-Murias \| + 31s \| \| \| 3. \| Richard Carapaz \| Movistar Team \| + 42s \| \| \| 4. \| Antonio Pedrero \| Movistar Team \| + 46s \| \| \| 5. \| David de la Cruz \| Team Ineos \| + 1m13s \| \| \| 5. \| Guillaume Martin \| Wanty-Gobert \| + 1m13s \| \| \| 6. \| Pierre Rolland \| Vital Concept-B&B Hotels \| + 1m18s \| \| \| 8. \| Amanuel Gebrezgabihier \| Dimension Data \| + 1m44s \| \| \| 9. \| Nicolai Cherkasov \| Gazprom-RusVelo \| + 1m52s \| \| \| 10. \| Rui Vinhas \| W52-FC Porto \| + 2m05s \| \| |                              |                               |           |
| |                              |                               |           |
| Fonte: ProCyclingStats |                              |                               |           |
| Classificação geral |                              |                               |           |
| Ciclista | Ciclista                     | Equipe                        | Tempo     |
| 1. | Iván Ramiro Sosa             | Team Ineos                    | 18h53m44s |
| 2. | Óscar Rodríguez Garaicoechea | Euskadi Basque Country-Murias | + 31s     |
| 3. | Richard Carapaz              | Movistar Team                 | + 42s     |
| 4. | Antonio Pedrero              | Movistar Team                 | + 46s     |
| 5. | David de la Cruz             | Team Ineos                    | + 1m13s   |
| 5. | Guillaume Martin             | Wanty-Gobert                  | + 1m13s   |
| 6. | Pierre Rolland               | Vital Concept-B&B Hotels      | + 1m18s   |
| 8. | Amanuel Gebrezgabihier       | Dimension Data                | + 1m44s   |
| 9. | Nicolai Cherkasov            | Gazprom-RusVelo               | + 1m52s   |
| 10. | Rui Vinhas                   | W52-FC Porto                  | + 2m05s   |

### Classificação da montanha
| Classificação da montanha | Classificação da montanha    | Classificação da montanha     | Classificação da montanha | Classificação da montanha |
| Ciclista                  | Ciclista                     | Equipe                        | Pontos                    |                           |
| ------------------------- | ---------------------------- | ----------------------------- | ------------------------- | ------------------------- |
| 1.                        | Iván Ramiro Sosa             | Team Ineos                    | 60 pts                    |                           |
| 2.                        | Simon Pellaud                | IAM Excelsior                 | 40 pts                    |                           |
| 3.                        | Óscar Rodríguez Garaicoechea | Euskadi Basque Country-Murias | 35 pts                    |                           |
| 4.                        | Antonio Pedrero              | Movistar Team                 | 28 pts                    |                           |
| 5.                        | Richard Carapaz              | Movistar Team                 | 26 pts                    |                           |
| 6.                        | Rui Costa                    | UAE Team Emirates             | 26 pts                    |                           |
| 7.                        | Amanuel Gebrezgabihier       | Dimension Data                | 24 pts                    |                           |
| 8.                        | Guillaume Martin             | Wanty-Gobert                  | 18 pts                    |                           |
| 9.                        | David de la Cruz             | Team Ineos                    | 16 pts                    |                           |
| 10.                       | Ángel Madrazo                | Burgos-BH                     | 13 pts                    |                           |

### Classificação por pontos
| Classificação por pontos | Classificação por pontos     | Classificação por pontos      | Classificação por pontos | Classificação por pontos |
| Ciclista                 | Ciclista                     | Equipe                        | Pontos                   |                          |
| ------------------------ | ---------------------------- | ----------------------------- | ------------------------ | ------------------------ |
| 1.                       | Alex Aranburu                | Caja Rural-Seguros RGA        | 57 pts                   |                          |
| 2.                       | Iván Ramiro Sosa             | Team Ineos                    | 51 pts                   |                          |
| 3.                       | Rui Costa                    | UAE Team Emirates             | 50 pts                   |                          |
| 4.                       | Richard Carapaz              | Movistar Team                 | 39 pts                   |                          |
| 5.                       | Óscar Rodríguez Garaicoechea | Euskadi Basque Country-Murias | 30 pts                   |                          |
| 6.                       | Guillaume Martin             | Wanty-Gobert                  | 29 pts                   |                          |
| 7.                       | Amanuel Gebrezgabihier       | Dimension Data                | 29 pts                   |                          |
| 8.                       | Jhonatan Narváez             | Team Ineos                    | 28 pts                   |                          |
| 9.                       | Jon Aberasturi               | Caja Rural-Seguros RGA        | 27 pts                   |                          |
| 10.                      | Aleksandr Riabushenko        | UAE Team Emirates             | 26 pts                   |                          |

### Classificação dos jovens
| Classificação dos jovens | Classificação dos jovens     | Classificação dos jovens      | Classificação dos jovens | Classificação dos jovens |
| Ciclista                 | Ciclista                     | Equipe                        | Tempo                    |                          |
| ------------------------ | ---------------------------- | ----------------------------- | ------------------------ | ------------------------ |
| 1.                       | Iván Ramiro Sosa             | Team Ineos                    | 18h53m44s                |                          |
| 2.                       | Óscar Rodríguez Garaicoechea | Euskadi Basque Country-Murias | + 31s                    |                          |
| 3.                       | Amanuel Gebrezgabihier       | Dimension Data                | + 1m18s                  |                          |
| 4.                       | Nicolai Cherkasov            | Gazprom-RusVelo               | + 1m52s                  |                          |
| 5.                       | Sergio Samitier              | Euskadi Basque Country-Murias | + 3m39s                  |                          |
| 6.                       | Joan Bou                     | Nippo-Vini Fantini-Faizanè    | + 4m16s                  |                          |
| 7.                       | Miguel Flórez López          | Androni Giocattoli-Sidermec   | + 4m48s                  |                          |
| 8.                       | Márton Dina                  | Kometa                        | + 6m59s                  |                          |
| 9.                       | Daniel Muñoz                 | Androni Giocattoli-Sidermec   | + 8m13s                  |                          |
| 10.                      | Jhonatan Narváez             | Team Ineos                    | + 9m07s                  |                          |

### Classificação por equipas
| Classificação por equipes | Classificação por equipes     | Classificação por equipes | Classificação por equipes |
| Equipe                    | Equipe                        | Tempo                     |                           |
| ------------------------- | ----------------------------- | ------------------------- | ------------------------- |
| 1.                        | Ineos                         | 56h47m16s                 |                           |
| 2.                        | Euskadi Basque Country-Murias | + 10s                     |                           |
| 3.                        | Movistar Team                 | + 6m24s                   |                           |
| 4.                        | Androni Giocattoli-Sidermec   | + 9m28s                   |                           |
| 5.                        | Caja Rural-Seguros RGA        | + 9m48s                   |                           |
| 6.                        | Wanty-Groupe Gobert           | + 17m26s                  |                           |
| 7.                        | Delko-Marseille Provence      | + 19m12s                  |                           |
| 8.                        | Burgos-BH                     | + 19m31s                  |                           |
| 9.                        | UAE Team Emirates             | + 23m40s                  |                           |
| 10.                       | Vital Concept-B&B Hotels      | + 27m30s                  |                           |

## Evolução das classificações
| Etapa                 | Vencedor              | Classificação geral | Classificação da montanha | Classificação por pontos | Classificação dos jovens | Classificação por equipas     |
| --------------------- | --------------------- | ------------------- | ------------------------- | ------------------------ | ------------------------ | ----------------------------- |
| 1.ª                   | Giacomo Nizzolo       | Giacomo Nizzolo     | Giacomo Nizzolo           | Giacomo Nizzolo          | Alex Aranburu            | Caja Rural-Seguros RGA        |
| 2.ª                   | Jon Aberasturi        | Giacomo Nizzolo     | Giacomo Nizzolo           | Giacomo Nizzolo          | Alex Aranburu            | Caja Rural-Seguros RGA        |
| 3.ª                   | Iván Ramiro Sosa      | Iván Ramiro Sosa    | Iván Ramiro Sosa          | Giacomo Nizzolo          | Iván Ramiro Sosa         | Euskadi Basque Country-Murias |
| 4.ª                   | Alex Aranburu         | Iván Ramiro Sosa    | Iván Ramiro Sosa          | Alex Aranburu            | Iván Ramiro Sosa         | Euskadi Basque Country-Murias |
| 5.ª                   | Iván Ramiro Sosa      | Iván Ramiro Sosa    | Iván Ramiro Sosa          | Alex Aranburu            | Iván Ramiro Sosa         | INEOS                         |
| Classificações finais | Classificações finais | Iván Ramiro Sosa    | Iván Ramiro Sosa          | Alex Aranburu            | Iván Ramiro Sosa         | INEOS                         |

## UCI World Ranking
A Volta a Burgos outorgou pontos para o UCI World Ranking para corredores das equipas nas categorias UCI WorldTeam, Profissional Continental e Equipas Continentais. A seguinte tabela são o barómetro de pontuação e os 10 corredores que obtiveram mais pontos:
| Posição             | 1.º | 2.º | 3.º | 4.º | 5.º | 6.º | 7.º | 8.º | 9.º | 10.º | 11.º | 12.º | 13.º | 14.º | 15.º | 16.º-30.º | 31.º-40.º |
| Classificação geral | 200 | 150 | 125 | 100 | 85  | 70  | 60  | 50  | 40  | 35   | 30   | 25   | 20   | 15   | 10   | 5         | 3         |
| Por etapa           | 20  | 10  | 5   |     |     |     |     |     |     |      |      |      |      |      |      |           |           |
| Líder               | 5   |     |     |     |     |     |     |     |     |      |      |      |      |      |      |           |           |

| Classificação |                        |                               |       |       |       |       |
| Posição       | Ciclista               | Equipa                        | Geral | Etapa | Líder | Total |
| ------------- | ---------------------- | ----------------------------- | ----- | ----- | ----- | ----- |
| 1.º           | Iván Ramiro Sosa       | INEOS                         | 200   | 40    | 10    | 250   |
| 2.º           | Óscar Rodríguez        | Euskadi Basque Country-Murias | 150   | 10    | -     | 160   |
| 3.º           | Richard Carapaz        | Movistar                      | 125   | -     | -     | 125   |
| 4.º           | Antonio Pedrero        | Movistar                      | 100   | 5     | -     | 105   |
| 5.º           | Guillaume Martin       | Wanty-Gobert                  | 85    | -     | -     | 85    |
| 6.º           | Amanuel Gebreigzabhier | Dimension Data                | 70    | 5     | -     | 75    |
| 7.º           | Pierre Rolland         | Vital Concept-B&B Hotels      | 60    | -     | -     | 60    |
| 8.º           | David de la Cruz       | INEOS                         | 50    | -     | -     | 50    |
| 9.º           | Rui Costa              | UAE Emirates                  | 35    | 15    | -     | 50    |
| 10.º          | Nikolay Cherkasov      | Gazprom-RusVelo               | 40    | -     | -     | 40    |